# Émile Ouzou
Émile Ouzou (Parigi, 26 settembre 1870 – Montana, 26 novembre 1914) è stato un ciclista su strada francese, si classificò secondo nella prima edizione della Parigi-Tours.